# Станки (Дедовичский район)
Станки — деревня в Дедовичском районе Псковской области России. Входит в состав Шелонской волости.
Расположена на правом берегу реки Шелонь, на востоке района, в 18 км к востоку от районного центра Дедовичи.

## Население
| 2001 | 2002 | 2010 |
| ---- | ---- | ---- |
| 202  | ↗207 | ↘135 |

## История
В 1959 году указом Президиума Верховного Совета РСФСР населённый пункт при Вышегородской МТС переименован в Станки.
До июня 2010 года деревня была административным центром ныне упразднённой Станковской волости.